# Guy Rozemont
Guy Rozemont, né le 15 novembre 1915, rue Souillac à Port-Louis et mort le 22 mars 1956 à l'hôpital Victoria de Quatre Bornes, est un syndicaliste et une personnalité politique de Maurice, 3e président du parti travailliste mauricien.

## Biographie
Issu d'un milieu modeste, il étudie au collège royal de Curepipe puis au collège Saint-Joseph qu'il quitte pour travailler à l'âge de 16 ans, au décès de son père, d'abord comme ouvrier puis comme marin sur un bateau de pêche. Il travaille par la suite dans un  hôpital militaire.
Il s'investit en politique à la fin des années 1930 dans le sillage d'Emmanuel Anquetil. Son première discours politique connu a lieu le 23 août 1942 au théâtre de Port-Louis. Il s'exprimait lors de ses discours en créole mauricien.
Il est élu lors de la première élection générale mauricienne de 1948. En 1955, il participe avec d'autres membres du parti travailliste à la conférence constituante à Londres (destinée à jeter les bases de la première constitution de l'état mauricien).

## Hommages
- Un timbre mauricien de 20 cents le représente lui et Emmanuel Anquetil qu'il a remplacé à la tête du parti travailliste[4].

- Le Stade Sir Guy Rozemont à Quatre Bornes porte son nom.